# ريجيس دي سوزا
ريجيس دي سوزا هو لاعب كرة قدم برازيلي في مركز الهجوم، ولد في 25 يناير 1982 في Sapucaia, Rio de Janeiro ‏ في البرازيل. لعب مع ذي سترونغيست ونادي الهلال ونادي سان خوسيه.

## وصلات خارجية
- ريجيس دي سوزا على موقع إي إس بي إن إف سي (الإنجليزية)
- ريجيس دي سوزا على موقع قاعدة بيانات كرة القدم.إي يو (الإنجليزية)
- ريجيس دي سوزا على موقع Soccerway.com (الإنجليزية)